# Jean-Jacques Boisson
Pour les articles homonymes, voir Boisson (homonymie).
Jean-Jacques Boisson (né le 25 juillet 1956 à Niort) est un cavalier français de concours complet.

## Carrière
Jean-Jacques Boisson est élève du Cadre noir de Saumur.
Avec le même cheval Oscar De La Loge, il participe aux Jeux olympiques d'été de 1992 après les Jeux équestres mondiaux de 1990 à Stockholm, est champion du monde militaire et médaille de bronze dans l'épreuve par équipe au Championnat d'Europe en 1991 à Punchestown.
Il devient maître-écuyer du Cadre noir.